# Franjo Bobinac
Franjo Bobinac, slovenski gospodarstvenik, športni funkcionar in diplomat, * 16. oktober 1958, Celje.
Od leta 2018 je podpredsednik kitajske multinacionalke Hisense International, kjer vodi globalni marketing, od decembra 2022 je tudi predsednik Olimpijskega komiteja Slovenije.
Med letoma 2003 in 2019 je deloval kot predsednik uprave in glavni izvršni direktor skupine Gorenje Group. V letih 2008-2022 je bil predsednik Rokometne zveze Slovenije , od leta 2018 tudi član izvršnega odbora Olimpijskega komiteja Slovenije. Za predsednika OKS je bil izvoljen 16. decembra 2022. 
Je tudi častni konzul Kneževine Monako v Sloveniji  in član izvršnega odbora Evropske Trilateralne komisije.  Aprila 2021 je postal tudi član izvršnega odbora Evropske rokometne zveze (EHF) , decembra 2022 pa predsednik Olimpijskega komiteja Slovenije. 

## Izobrazba
Franjo Bobinac je po končani I. gimnaziji v Celju leta 1982, šolanje nadaljeval na Ekonomski fakulteti, Univerze v Ljubljani, kjer je leta 1982 diplomiral s področja mednarodnih ekonomskih odnosov. Leta 1997 je zaključil magisterij poslovnih ved (MBA) na École Supérieure de Commerce v Parizu. 

## Karierna pot
- Obdobje v Gorenju[8]  Franjo Bobinac je svojo karierno pot [9] pričel kot vodja izvoznega oddelka v podjetju EMO Celje, kjer je delo opravljal med letoma 1983 in 1986. Delo je nadaljeval v podjetju Gorenje, najprej kot pomočnik direktorja izvoza (1986-1990), kasneje pa kot direktor izvoza (1990-1993), odgovoren za izvozne dejavnosti na ravni skupine. Med letoma 1993 in 1998 je bil generalni direktor družbe Gorenje Sidex v Franciji,  odgovoren za prodajo v Franciji, Belgiji, Španiji in na Portugalskem. Leta 1998 je postal član uprave Gorenja, zadolžen za prodajo in marketing. Z letom 2003 je bil imenovan za predsednika uprave ter glavnega izvršnega direktorja družbe Gorenje. Omenjeni funkciji je opravljal do leta 2019.  Gorenje je danes del Hisense Europe Group, ki med drugim vključuje tudi družbo Hisense Gorenje Europe ter ostala proizvodna ter prodajna podjetja v Evropi. Blagovna znamka Gorenje je poleg blagovnih znamk Hisense, Asko in Toshiba, ena izmed 4 globalnih blagovnih znamk skupine Hisense.

- Hisense prevzame Gorenje  Leta 2018 je eden izmed vodilnih svetovnih proizvajalcev potrošniške elektronike in gospodinjskih aparatov, kitajsko podjetje Hisense, prevzelo slovensko Gorenje. Franjo Bobinac je bil istega leta na ravni korporacije imenovan za podpredsednika Hisense International Co., Ltd., kjer vodi globalni marketing. [10] To funkcijo opravlja še danes.

## Športne funkcije
Franjo Bobinac je od decembra 2022 predsednik Olimpijskega komiteja Slovenije. Je velik športni navdušenec, športni funkcionar in tudi specialist za športni marketing. Že v času opravljanja funkcije predsednika uprave Gorenja je bil del pomembnih športnih zgodb in sponzorstev. Od leta 2008 je tudi predsednik Rokometne zveze Slovenije ter od leta 2018 dalje član izvršnega odbora Olimpijskega komiteja Slovenije. Aprila 2021 je postal član izvršnega odbora Evropske rokometne zveze (EHF), decembra 2022 pa predsednik Olimpijskega komiteja Slovenije.

## Ostale pomembne funkcije
Franjo Bobinac je med drugim član izvršnega odbora evropske Trilateralne komisije ter častni konzul kneževine Monako v Sloveniji. Aktiven je tudi kot član upravnega odbora Združenja Manager Slovenije,  v letih 2005 - 2009 je bil tudi predsednik združenja. Je član izvršnega odbora Združenja managerjev jugovzhodne Evrope Summit 100  ter član nadzornega sveta IEDC Poslovne šole Bled.  Občasno predava na različnih institucijah doma in v tujini.

## Odlikovanja in priznanja
Je nosilec številnih priznanj in nagrad za gospodarske in menedžerske dosežke, med njimi so odlikovanje Vitez nacionalnega reda za zasluge Republike Francije,  nagrada Gospodarske zbornice Slovenije za izjemne gospodarske dosežke  ter medalja Janeza Vajkarda Valvasorja za gospodarstvenike , ki jo podeljuje Mednarodna podiplomska šola Jožefa Stefana. Dvakrat je bil imenovan tudi za najuglednejšega menedžerja v Sloveniji (v letih 2006 in 2008), leta 2017 pa je bil imenovan za predstavnika Slovenije v Trilateralni komisiji.

## Osebno življenje
Franjo Bobinac je poročen ter oče dveh otrok. V svojih najstniških letih je bil s svojim izjemnim pevskim talentom uspešen tudi na glasbenem področju. Leta 1977 je na festivalu Slovenska popevka osvojil drugo nagrado za izvedbo pesmi Poet, leta 1978 pa drugo nagrado za pesem Bisere imaš v očeh. Franjo Bobinac je prepoznaven tudi po ostalih glasbenih uspešnicah iz mladostnega obdobja, kot so Mama, zlata mama, Moja babica, itd.  